# Шон Кингстън
Шон Кингстън е ямайско-американски певец, автор на песни, рапър и продуцент на звукозаписи.
Кингстън е израснал в Ямайка, той смесва различни музикални стилове в своите песни като: рап, реге и поп.
Той е известен с това, че има американо-ямайски акцент. Работи с рапъра Мимс в ремикса си „Like This“.
Неговият първи албум „Шон Кингстън“ е издаден на 31 юли 2007 г.